# Eugenia bahorucana
Eugenia bahorucana är en myrtenväxtart som beskrevs av Brother Alain. Eugenia bahorucana ingår i släktet Eugenia och familjen myrtenväxter. Inga underarter finns listade i Catalogue of Life.